# Marcus Aemilius Lepidus (konzul 78 př. n. l.)
Marcus Aemilius Lepidus (120 př. n. l. – 77 př. n. l. Sardinie) byl římský konzul ze starého patricijského rodu Aemilius. Byl otcem triumvira Marca Aemilia Lepida, který společně s Marcem Antoniem a Augustem spoluvládl druhému triumvirátu.
Lepidus velmi rychle zbohatl díky politickému spojenectví s diktátorem Luciem Corneliem Sullou. V roce 81 př. n. l. mu udělil Sulla funkci praetora Sicílie, čehož Lepidus využil a během následujícího období získal pověst nekompromisního vyděrače. Roku 79 př. n. l. diktátor rezignoval a Aemilius Lepidus začal postupně rušit Sullovy zákony a jeho vybudované státní zřízení. Tím si získal oblibu římského lidu, a proto byl s velkou podporou Pompeia zvolen konzulem na rok 78 př. n. l. V témže roce zemřel také diktátor Sulla, jehož pohřeb se snažil Lepidus přerušit. Tím proti sobě poštval Pompeia, jenž využil svého vlivu na zabezpečení celého obřadu.
Během vykonávání funkce konzula učinil mnoho protisenátních rozhodnutí, která Lepida trvale umístila do skupiny populárů. Římanům navrátil Sullou zabavený majetek a vydával zákony na podporu obyčejného lidu. To vše postačilo k tomu, aby si dokázal znepřátelit senát, jenž začal proti němu vést válku. Aby senát dostal prvního konzula z Říma, předal mu na starost správu Předalpské Galie. Lepidus odešel na sever Itálie, kde vytvořil armádu společně se svým novým spojencem Marcem Juniem Brutem starším - otcem slavného Caesarova vraha. Senát se o tomto spolku dozvěděl, a proto povolal konzula zpět do Říma. Lepidus se vrátil, ale do města vzal také svou armádu, která se střetla s republikovým vojskem na
Martově poli, kde druhý konzul a Lepidův bývalý kolega Quintus Lutatius Catulus společně s Pompeiem porazil povstalce. Lepidus ještě stihl uprchnout na ostrov Sardinie, kde o rok později zemřel.
Marcus Junius Brutus zůstal dále v předalpské Modeně. Ihned po bitvě na Martově poli pochodoval Pompeius na sever, aby zničil Bruta. Ten se chvíli bránil, avšak z dosud neznámých důvodů se nakonec vzdal po podmínkou, že jeho život a životy vojáků budou ušetřeny. Nicméně později nechal Pompeius Bruta zavraždit mužem, který se jmenoval Geminius.